# مرموط السهوب
مرموط السهوب (الاسم العلمي:Marmota baibacina) (بالإنجليزية: steppe marmot)‏ هو نوع يتبع جنس المرموط من فصيلة سنجابية.